# Сан-Секондо-ді-Пінероло
Сан-Секондо-ді-Пінероло (італ. San Secondo di Pinerolo, п'єм. San Second) — муніципалітет в Італії, у регіоні П'ємонт,  метрополійне місто Турин.
Сан-Секондо-ді-Пінероло розташований на відстані близько 540 км на північний захід від Рима, 39 км на південний захід від Турина.
Населення — 3566 осіб (2014).
Покровитель — San Secondo.

## Демографія
Населення за роками:

Станом на 1 січня 2023 року в муніципалітеті офіційно проживали 124 іноземці з 25 країн, серед них 73 громадяни країн Євросоюзу та 9 громадян України.

## Сусідні муніципалітети
- Брикеразіо
- Озаско
- Пінероло
- Порте
- Праростіно
- Сан-Джермано-Кізоне